# Magni Arge

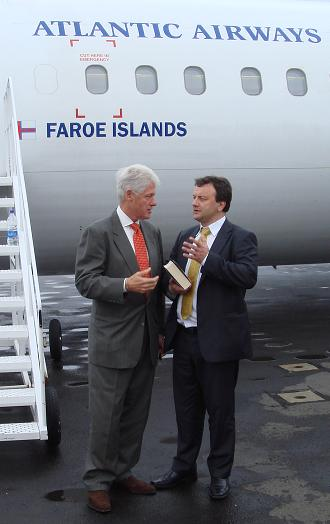
Magni Arge (rechts) zusammen mit Bill Clinton

Magni Arge (* 15. Dezember 1959 in Tórshavn) ist ein färöischer Geschäftsmann und Politiker des linksrepublikanischen Tjóðveldi.

## Berufliche Laufbahn
Magni Arge studierte von 1979 bis 1987 Politikwissenschaft an der Universität Aarhus und beendete das Studium mit einem Bachelor-Abschluss. Im Jahr 1987 machte er dazu noch an der dänischen Journalistenhochschule eine Zusatzausbildung im Bereich Journalismus. Von 1983 bis 1985 studierte er darüber hinaus an der Universität der Färöer Skandinavistik sowie Färöische Sprache und Literatur und schloss das Studium als exam. art. ab.
Im Jahr 1990 wurde er Geschäftsführer bei T-Mac (Vertretung für Apple und Canon) und blieb dies bis 1993. Im Anschluss war er von 1993 bis 1996 Vorsitzender des färöischen Rates für Tourismus (Ferðaráð).
Seine Haupttätigkeit war jedoch über viele Jahre die Leitung der färöischen Fluggesellschaft Atlantic Airways, die er von Juni 1995 bis November 2013 ausübte. Parallel dazu war er von 1997 bis 2014 Vorstandsmitglied beim färöischen Arbeitgeberverband sowie aktives Mitglied in zahlreichen weiteren färöischen Vereinen und Verbänden.

### Politik
Arge stellte sich erstmals bei den Parlamentswahlen im Jahr 1988 als Abgeordneter für Tjóðveldi zur Wahl. Nach dem Ende seiner Tätigkeit in der Leitung von Atlantic Airways kandidierte er dann für Tjóðveldi bei der Wahl zum Folketing im Juni 2015 und erhielt  mit 1.082 persönlichen Stimmen den zweithöchsten Stimmenanteil in seiner Partei gleich nach Høgni Hoydal. Er sitzt seitdem als Vertreter von Høgni Hoydal zusammen mit Sjúrður Skaale vom Javnaðarflokkurin im dänischen Parlament, um dort die färöischen Interessen zu vertreten.
Am 1. September 2015 wurde er auch als Abgeordneter für Tjóðveldi ins färöische Parlament, das Løgting, gewählt. Er erzielte damals mit 438 persönlichen Stimmen das viertbeste Ergebnis innerhalb seiner Partei. Da er aber seinen Sitz im dänischen Folketing nicht aufgeben wollte, übernahm Ingolf S. Olsen als Nachrücker seinen Platz im färöischen Parlament.
Im Herbst 2016 wurde bekannt, dass Magni Arge beschlossen habe seinen Folketingssitz aufzugeben, um zukünftig als Abgeordneter für Tjóðveldi im Løgting mitzuarbeiten. Ingolf. S Olsen muss deshalb nach einem Jahr als Abgeordneter seinen Sessel dort im Oktober 2016 räumen. Tórbjørn Jacobsen, Bürgermeister von Runavík, soll den Folketingssitz von Magni Arge übernehmen.

### Treffen mit Puigdemont
Im Januar 2018 lud Magni Arge als Folketingsabgeordneter für Tjóðveldi den ehemaligen katalanischen Ministerpräsidenten Carles Puigdemont aus seinem Exil in Belgien nach Kopenhagen ein, um dort unter anderem Gespräche mit verschiedenen Folketingsabgeordneten über die aktuelle Situation in Katalonien zu führen. Jedoch teilten die drei Regierungsparteien wenig später mit, dass sie nicht beabsichtigten, sich mit Puigdemont zu treffen. Als Grund wurde Terminschwierigkeiten genannt. Henrik Dahl von der Liberal Alliance hatte keine Terminschwierigkeiten, lehnte es aber ab sich mit Puigdemont zu treffen, weil dieser "Hochverrat" begangen hätte. Auch die grönländische Folketingsabgeordnete Aaja Chemnitz Larsen gab an, nicht am Treffen mit Puigdemont teilzunehmen, da sie sich lieber auf grönländische Angelegenheiten konzentrieren wolle. Magni Arge, der weiterhin an dem Treffen festhält, meinte zu den plötzlichen Absagen, dass er den Eindruck habe, irgendjemand habe Druck auf die Abgeordneten ausgeübt.

## Familie
Magni Arge ist der Sohn von Niels Juel Arge und dessen Frau Petra (geb. Gregersen). Der färöische Schriftsteller und Journalist Jógvan Arge ist sein älterer Brüder. Magni Arge wuchs in Tórshavn auf und lebt heute mit Marna Matras Jensen zusammen in Argir. Das Paar hat drei Kinder.

## Sonstiges
Magni Arge ist seit einigen Jahren als Vizekonsul für die konsularische Vertretung der Italienischen Republik auf den Färöern zuständig.